# معاهدة إسطنبول (1736)

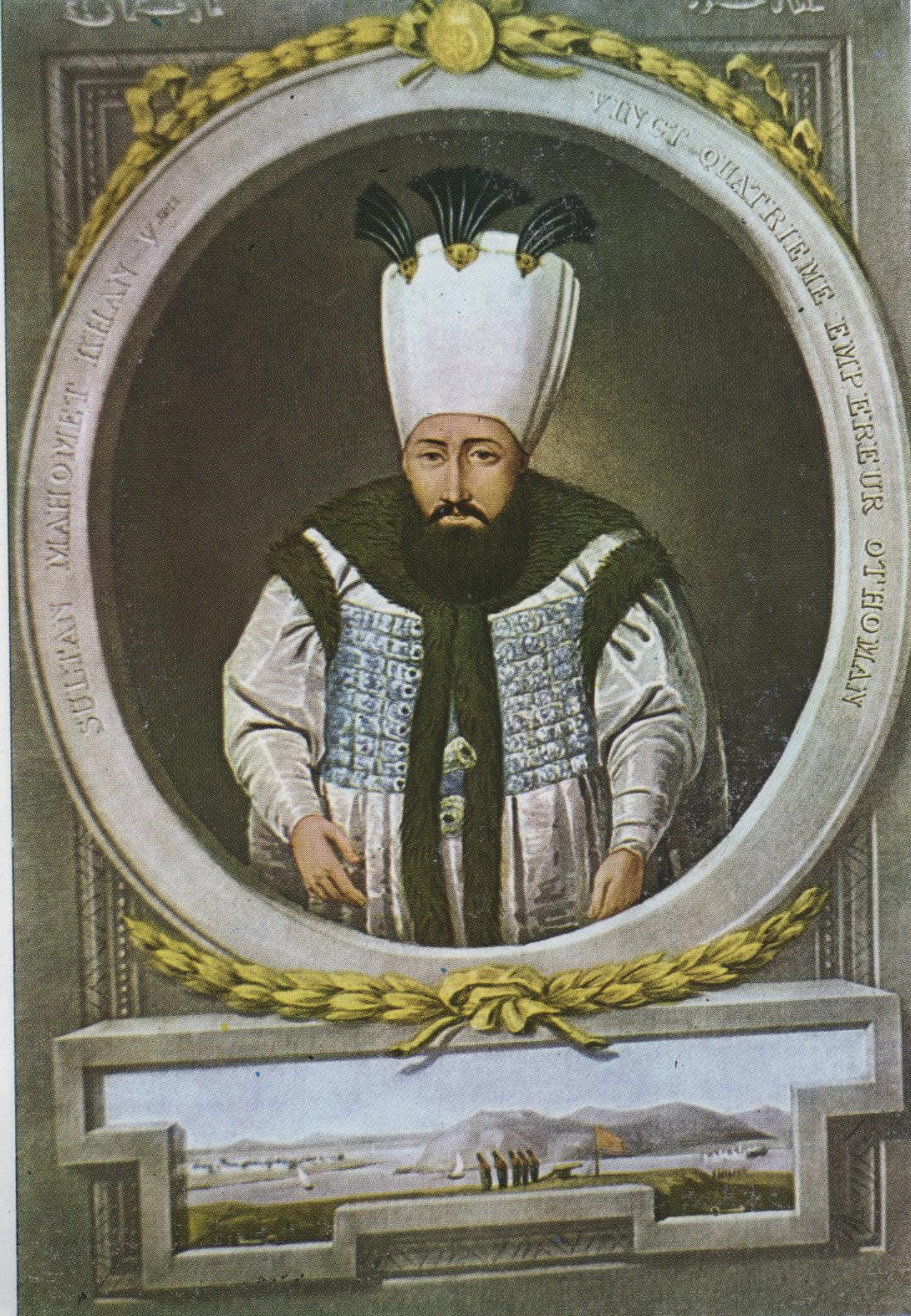
السلطان محمود الأول السلطان الأحدب

معاهدة إسطنبول أو معاهدة القسطنطينية (1736)، هي معاهدة وقعت بين الدولة العثمانية والدولة الأفشارية في إسطنبول في 24 سبتمبر 1736، لإنهاء الحرب العثمانية الصفوية (1730-1735).

## الخلفية
كانت معاهدة أحمد باشا (1732) بين الدولتين غير مرضية لكليهما. إذ رفض السلطان العثماني محمود الأول التخلي عن تبريز، بينما خلع نادر (شاه إيران المستقبلي) طهماسب الثاني الصفوي لقبوله السيطرة العثمانية على القوقاز فأنهى الدولة الصفوية و أنشأ الدولة الأفشارية.

نادر شاه

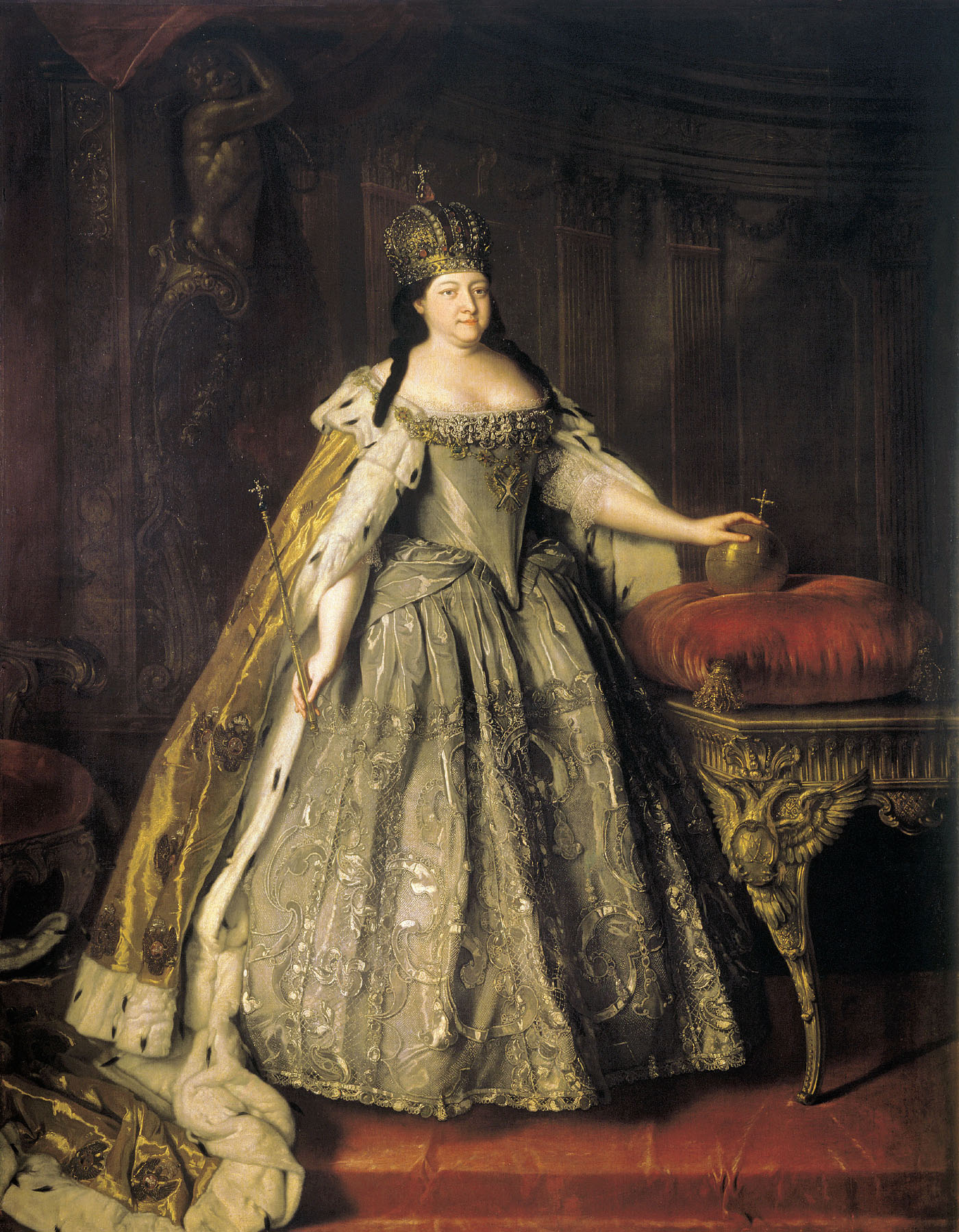
آنا إيفانوفنا إمبراطورة روسيا (1730-1740)

## الحرب
بعد وقت قصير من معاهدة أحمد باشا، أعلن نادر الحرب وهاجم العراق والقوقاز. في العراق، بعد بعض الانتصارات الأولية مثل الاستيلاء على كركوك وأربيل ، إلا أنه فشل في أحتلال الموصل عاصمة ولاية الموصل بعد حصار طويل فخرج من العراق. ولكن في القوقاز كان أكثر نجاحا. في أقل من عامين كان العثمانيون قد خسروا كل من تفليسي ويريفان. في هذه الأثناء كانت الإمبراطورية الروسية على وشك مهاجمة الدولة العثمانية في شبه جزيرة القرم وأوكرانيا (انظر الحرب الروسية العثمانية (1735-1739)) نتيجة الحلف المؤقت بينهما في معاهدة غنجة ضد الدولة العثمانية و كما كانت الملكية النمساوية حليفة روسيا تستعد أيضا لشن الحرب على الدولة العثمانية .و هكذا اضطر الباب العالي لتوقيع معاهدة السلام مع الفرس خوفا من نشوب حرب ثلاثية على الدولة العثمانية تحيطها من ثلاث جهات.

## شروط المعاهدة
سارت المناقشات الأولية بين علي باشا (الجانب العثماني) وميرزا محمد (الجانب الفارسي) في إيران حول التغييرات على الأقاليم بدون مشكلة كبيرة. ولكن المنافسة بين الخصمين الإسلام السني و المذهب الشيعي أسفرت عن مناقشات ساخنة في الدورات التالية في القسطنطينية وأخيرا كانت شروط ؛
1. اعترفت الدولة العثمانية بنادر كشاه لبلاد فارس الجديد.
2. اعترفت الدولة العثمانية بتبعية القوقاز إلى الدولة الأفشارية .
3. وافق العثمانيون أيضا للسماح الحجاج الإيرانين بالحج إلى مكة المكرمة (تحت إشراف عثماني)

## ما بعد المعاهدة
بعد معاهدة أحمد باشا فارس ضمت إليها إيران الغربية و بعد معاهدة القسطنطينية 1736 الدولة الأفشارية ضمت القوقاز. لكن نادر كان لديه خطط أخرى. حيث كان يخطط أيضا لضم العراق وربما شرق الأناضول. هذا السبب دفعه إلى تجديد الحرب في 1743. ولكن هذه المرة، لم يكن ناجحا.
(انظر معاهدة كردان)